# Чарзли, Крис
Чарльз Кри́стофер Ча́рзли (англ. Charles Christopher Charsley; 7 ноября 1864 — 10 января 1945) — английский футболист, вратарь. Наиболее известен по выступлениям за футбольный клуб «Смолл Хит», а также за национальную сборную Англии.

## Футбольная карьера
Уроженец Лестера, Чарзли начал играть в футбол за школьные команды Стаффорда. С 1881 года выступал за «Стаффорд Таун», с 1883 года — за «Стаффорд Рейнджерс». В 1886 году в качестве гостя сыграл за «Астон Виллу». В том же году стал игроком клуба «Смолл Хит». В августе 1891 года перешёл в «Вест Бромвич Альбион», но сыграл за команду только один матч (против «Престон Норт Энд» в ноябре), и уже в декабре вернулся в «Смолл Хит», где выступал до 1894 года. Всего с 1886 по 1894 год он провёл за «Смолл Хит» 80 матчей в Кубке Англии, Футбольном альянсе и Футбольной лиге. В сезоне 1892/93 помог команде выиграть Второй дивизион Футбольной лиги и выйти в Первый дивизион.
25 февраля 1893 года провёл свой единственный матч за сборную Англии в рамках Домашнего чемпионата против сборной Ирландии. Англичане разгромили соперника со счётом 6:1. Чарзли стал первым игроком клуба «Смолл Хит» (позднее переименованного в «Бирмингем Сити»), сыгравшим за национальную сборную Англии, а также первым игроком второго дивизиона, сыгравшим за сборную «трёх львов».

## Вне футбола
С ноября 1885 года работал в полиции Бирмингема. С июля 1899 по 1918 год был главным констеблем города Ковентри. В 1919 году вышел на пенсию и переехал в Уэстон-сьюпер-Мэр (графство Сомерсет), где стал заместителем мэра. Работал в городском совете до самой смерти в возрасте 80 лет.

## Достижения
«Смолл Хит»
- Победитель Второго дивизиона: 1892/93

Сборная Англии
- Победитель Домашнего чемпионата Великобритании: 1893